# Raja głębinowa
Raja głębinowa (Rajella lintea) – gatunek ryby chrzęstnoszkieletowej z rodziny rajowatych (Rajidae), do 2012 prowizorycznie klasyfikowany pod nazwą Dipturus linteus z powodu braku wystarczających materiałów do postawienia pełnej diagnozy taksonomicznej – badacze nie dysponowali ani jednym okazem dorosłego samca.

## Występowanie
Północny Atlantyk od Grenlandii do Norwegii.
Występuje na głębokościach od 150 do 600 m, zazwyczaj 250 m, w temperaturze od 3 do 6º C. 

## Cechy morfologiczne
Osiąga długość do 100 cm. Ciało spłaszczone grzbietobrzusznie o kształcie rombowatej tarczy. Pysk długi, ostrokątny, z wyraźnie wysuniętym do przodu, tępym końcem. Oczy małe. Wzdłuż linii środkowej grzbietu i trzonu ogonowego jeden rząd kolców, na trzonie ogonowym dwa dodatkowe rzędy kolców. Skupisko kolców znajduje się również w rejonie oczów. Uzębienie składa się z 48–50 stożkowatych zębów. Dwie małe płetwy grzbietowe osadzone są bardzo blisko siebie na końcu trzonu ogonowego. Płetwa ogonowa zredukowana. Brak płetwy odbytowej.
Strona grzbietowa łupkowoszara do szarobrązowej. Strona brzuszna biała.

## Odżywianie
Głównie drobne ryby żyjące na dnie, głowonogi i skorupiaki.

## Rozród
Ryba jajorodna.